# Cassida vibex
Cassida vibex es un insecto coleóptero de la familia Chrysomelidae. Se distribuye por el paleártico de Eurasia.